# بزبای
بزبای (به لاتین: Bozba'i) یک منطقهٔ مسکونی در افغانستان است که در ولایت بادغیس واقع شده‌است.